# Old New Borrowed and Blue
Albums de Slade
Sladest
(1973) Slade in Flame
(1974)
Singles
1. My Friend Stan
Sortie : 28 septembre 1973
2. Everyday
Sortie : 29 mars 1974

Old New Borrowed and Blue est le quatrième album studio du groupe britannique de rock Slade. Il est sorti en 1974 sur le label Polydor.
C'est le troisième album du groupe à atteindre le sommet des ventes au Royaume-Uni, après Slayed?, sorti en 1972, et la compilation Sladest, sortie en 1973. Les deux 45 tours qui en sont extraits réalisent également de bonnes performances au hit-parade : My Friend Stan se classe no 2 et Everyday no 3.
Aux États-Unis, l'album paraît sous le titre Stomp Your Hands, Clap Your Feet, sans les chansons My Friend Stan et My Town, déjà parues sur la version américaine de Sladest.

## Fiche technique

### Chansons
Toutes les chansons sont écrites et composées par Noddy Holder et Jim Lea, sauf mention contraire.
| 1. | Just Want a Little Bit (reprise de Rosco Gordon) | John Thornton, Ralph Bass, Earl Washington, Piney Brown, Sylvester Thompson | 4:00 |
| 2. | When the Lights Are Out                          |                                                                             | 3:05 |
| 3. | My Town                                          |                                                                             | 3:06 |
| 4. | Find Yourself a Rainbow                          |                                                                             | 2:11 |
| 5. | Miles Out to Sea                                 |                                                                             | 3:49 |
| 6. | We're Really Gonna Raise the Roof                |                                                                             | 3:09 |

| 7.  | Do We Still Do It |  | 3:01 |
| 8.  | How Can It Be     |  | 3:01 |
| 9.  | Don't Blame Me    |  | 3:44 |
| 10. | My Friend Stan    |  | 2:41 |
| 11. | Everyday          |  | 3:10 |
| 12. | Good Time Gals    |  | 3:33 |

### Musiciens

#### Slade

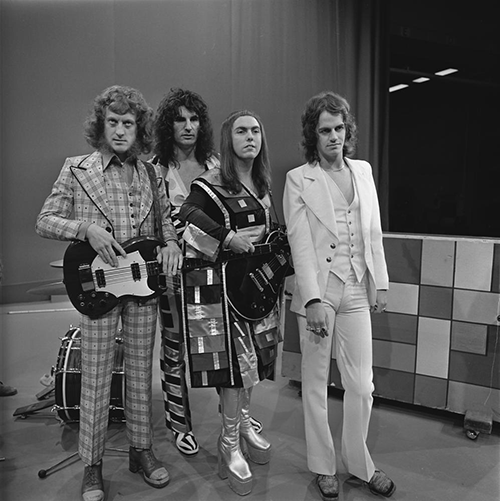
Slade en 1974. De gauche à droite : Noddy Holder, Don Powell, Dave Hill et Jim Lea.

- Noddy Holder : chant, guitare rythmique
- Dave Hill : guitare solo, chœurs
- Jim Lea : basse, piano, violon, chœurs ; chant sur When the Lights Are Out
- Don Powell : batterie, chœurs

#### Musicien supplémentaire
- Tommy Burton : piano sur Find Yourself a Rainbow

### Équipe de production
- Chas Chandler : production
- Alan O'Duffy, George Chkiantz : ingénieurs du son
- Dave Ferrante : mixage
- Wade Wood Associates : pochette
- Ian Murray : direction artistique
- Gered Mankowitz : photographie

### Classements et certifications
| Classement                    | Meilleure position |
| ----------------------------- | ------------------ |
| Allemagne                     | 20                 |
| Australie (Kent Music Report) | 6                  |
| États-Unis (Billboard 200)    | 168                |
| Norvège (VG-lista)            | 3                  |
| Royaume-Uni (UK Albums Chart) | 1                  |